# Distretto di Darbhanga
Darbhanga è un distretto dell'India di 3 285 473 abitanti, che ha come capoluogo Darbhanga.